# 加达尔瓦拉
加达尔瓦拉（Gadarwara），是印度中央邦Narsimhapur县的一个城镇。总人口37837（2001年）。

## 人口
该地2001年总人口37837人，其中男性19979人，女性17858人；0—6岁人口4951人，其中男2673人，女2278人；识字率71.39%，其中男性为77.28%，女性为64.81%。